# Noah Harpster
Noah Harpster (...) è un attore, scrittore, sceneggiatore e produttore cinematografico statunitense.

## Biografia
Cresciuto a Salinas, nella medesima città ha frequentato l'High School, in cui si è diplomato nel 1994. Quattro anni dopo si è laureato in B.F.A. presso l'Università della California - Santa Barbara.

## Filmografia

### Cinema
- Tutte le ex del mio ragazzo (Little Black Book), regia di Nick Hurran (2004)
- Dirty Love - Tutti pazzi per Jenny (Dirty Love), regia di John Asher (2005)
- Disaster Movie, regia di Aaron Seltzer e Jason Friedberg (2008)
- Un amico straordinario (A Beautiful Day in the Neighborhood), regia di Marielle Heller (2019)

### Televisione
- Desperate Housewives - serie TV, episodio 1x19 (2005)
- Big Love - serie TV, episodio 2x06 (2007)
- CSI - Scena del crimine (CSI: Crime Scene Investigation) - serie TV, episodio 8x13 (2008)
- Huge - Amici extralarge (Huge) - serie TV, 3 episodi (2010)
- Eastwick - serie TV, episodio 1x04 (2009)
- Dollhouse - serie TV, episodio 2x13 (2010)
- The Closer - serie TV, episodio 6x12 (2010)
- Longmire - serie TV, episodio 1x05 (2012)
- Grey's Anatomy - serie TV, episodio 9x15 (2013)
- Transparent - serie TV, 7 episodi (2014-2019)
- One Mississippi - serie TV, 12 episodi (2015-2017)
- For All Mankind - serie TV, 24 episodi (2019-2023)
- Painkiller - miniserie TV, 5 episodi (2023)

## Doppiatori italiani
Nelle versioni in italiano delle opere in cui ha recitato, Noah Harpster è stato doppiato da:
- Gianluca Machelli in Huge - Amici extralarge, The Closer, One Mississippi, Un amico straordinario
- Gaetano Lizzio in Grey's Anatomy
- Pietro Ubaldi in Transparent
- Francesco Rizzi in Painkiller
- Stefano Brusa in For All Mankind